# Nhà hát Do Thái, Warszawa

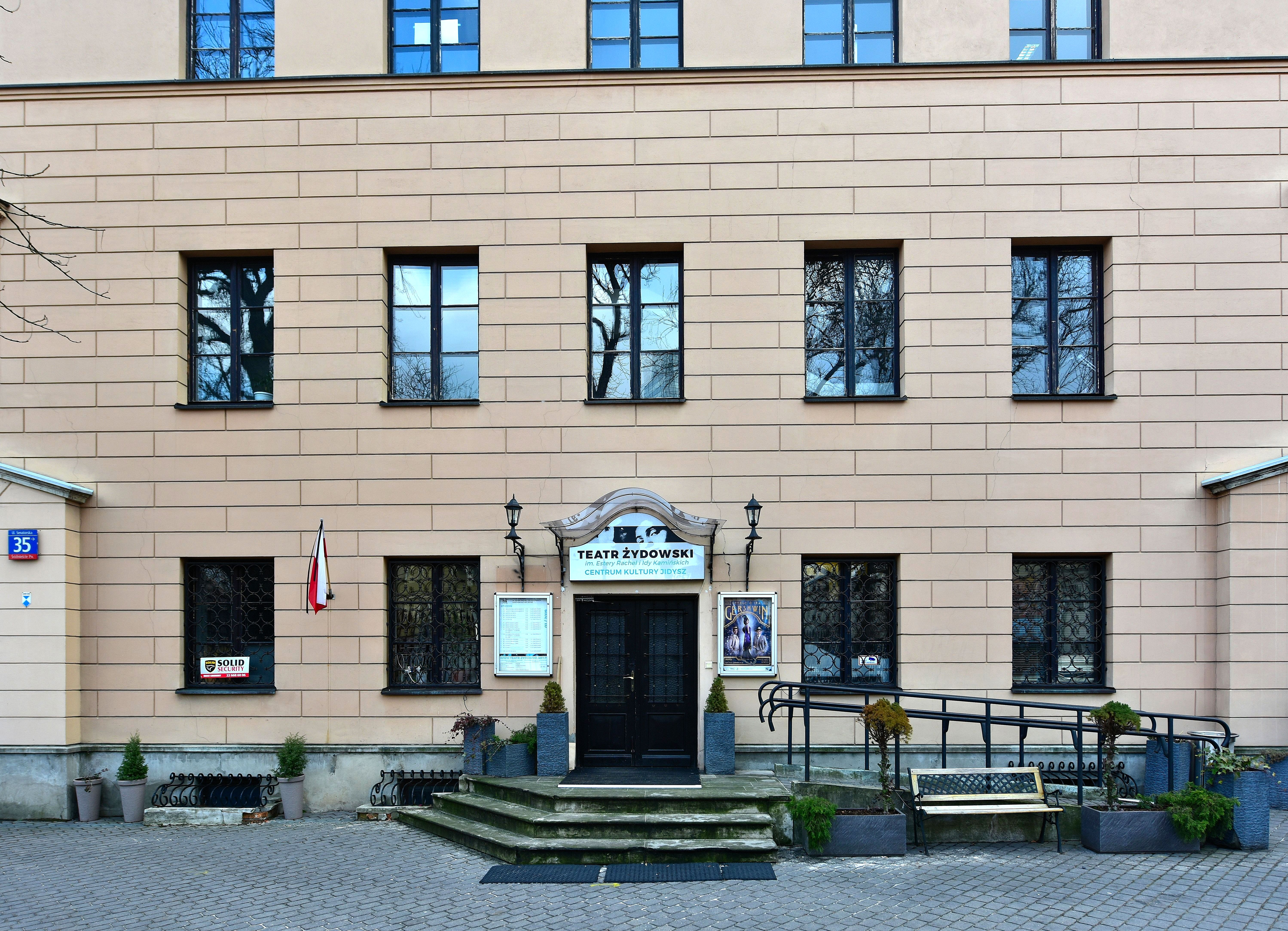
vị trí tạm thời của Nhà hát Do Thái tại 35 phố Senatorska ở Warsaw

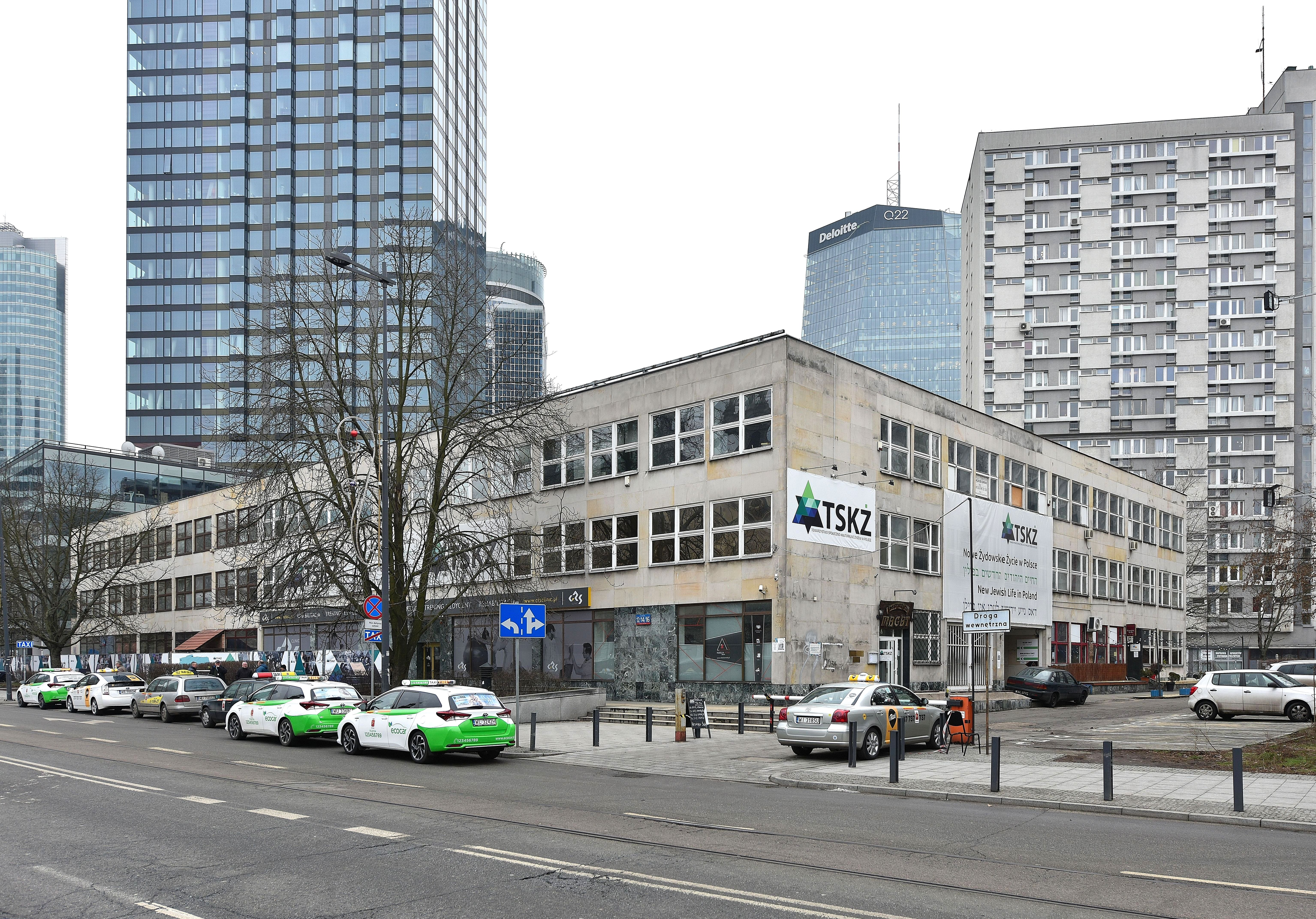
Tòa nhà Nhà hát trước đây tại Quảng trường Grzybowski. Tòa nhà đã bị phá hủy vào năm 2017.

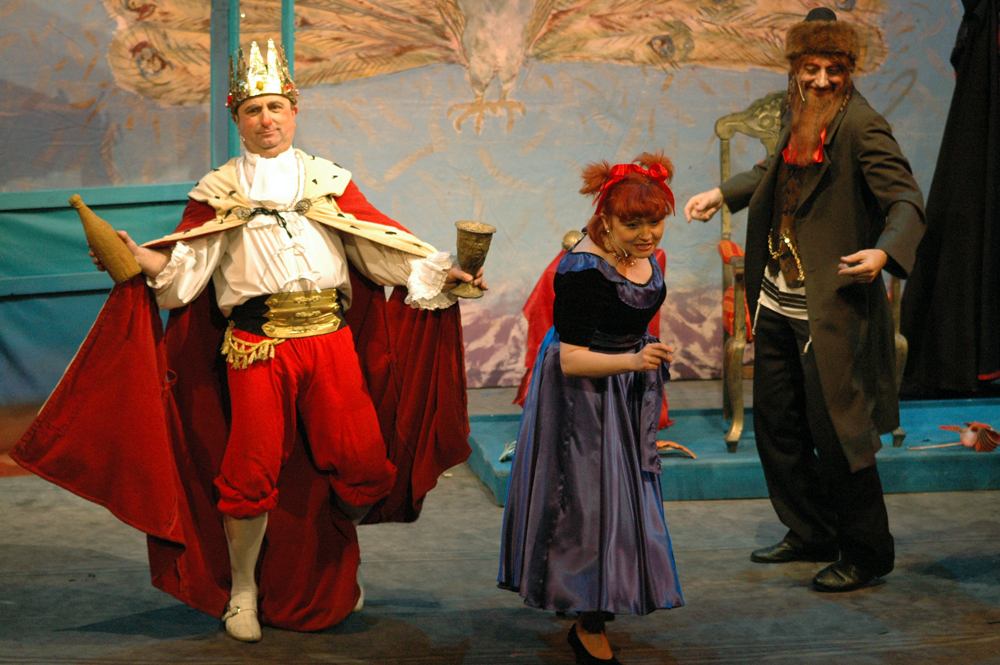
Màn trình diễn của Purim spiel ở Yiddish, tháng 3 năm 2009

Nhà hát Do Thái Nhà nước Ester Rachel Kamińska và Ida Kamińska (bằng tiếng Ba Lan Teatr ydowski im. Estery Racheli i Idy Kamińskich) là một tổ chức sân khấu nhà nước ở Warsaw, thủ đô của Ba Lan. Nó được đặt theo tên của nữ diễn viên người Do Thái gốc Ba Lan Ester Rachel Kamińska, người được gọi là "mẹ của nhà hát Yiddish", và con gái của cô, nữ diễn viên được đề cử giải Oscar, Ida Kaminska. Ida Kamińska chỉ đạo nhà hát và diễn xuất từ khi thành lập nhà hát cho đến năm 1968.
Nhà hát Do Thái Nhà nước được thành lập vào năm 1950 từ hai đoàn kịch đã biểu diễn tại Wrocław và Łódź vào năm 1945-50. Nhà hát đã làm việc ở cả hai thành phố trong vài năm tiếp theo đó và biểu diễn cho khán giả trên khắp Ba Lan. Năm 1955, nó chuyển hẳn đến Warsaw. Từ năm 1970, nhà hát đã tổ chức biểu diễn trong tòa nhà riêng của mình trên plac Grzybowski (Quảng trường Grzybowski).
Kể từ khi thành lập, nhà hát đã tìm cách tiếp tục truyền thống phong phú của các sân khấu Do Thái thời tiền chiến ở Ba Lan. Các vở kịch tại nhà hát được trình chiếu bằng tiếng Ba Lan và tiếng Yiddish (có sẵn ca tai nghe có bản dịch tiếng Ba Lan).
Nhà hát nuôi dưỡng sự sáng tạo của nghệ thuật kịch vĩ đại của người Do Thái. Các tiết mục bao gồm các tác phẩm hay nhất của Abraham Goldfaden, Mendele-Moykher Sforim, Sholom Aleichem, Isaac Leib Peretz và Jacob Gordin.
Chủ tịch của nhà hát, trong những năm 1970 đến 2014, là diễn viên Szymon Szurmiej.